# U-255
U-255 je bila nemška vojaška podmornica Kriegsmarine, ki je bila dejavna med drugo svetovno vojno.

## Zgodovina
Namerno je bila potopljena 14. maja 1945 v sklopu operacije Deadlight.

## Poveljniki
| Poveljniki |                      |                  |                                   |
| Št.        | Čin                  | Ime              | Poveljstvo                        |
| 1.         | Kapitänleutnant      | Reinhart Reche   | 29. november 1941 - 6. junij 1943 |
| 2.         | Oberleutnant zur See | Erich Harms      | 7. junij 1943 - avgust 1944       |
| 3.         | Oberleutnant zur See | Helmuth Heinrich | 2. marec 1945 - 19. maj 1945      |

## Tehnični podatki
| Kategorije                                    | Podatki                       |
| --------------------------------------------- | ----------------------------- |
| Teža (t): na površju pod površjem polna Teža  | 769 871 1.070                 |
| Dolžina (m) - tlačni trup (m)                 | 67,10 - 50,50                 |
| Širina (m) - tlačni trup (m)                  | 6,20 - 4,70                   |
| Izpodriv (m)                                  | 4,74                          |
| Višina (m)                                    | 9,6                           |
| Moč (hp): na površju pod podvršjem            | 3.200 750                     |
| Hitrost (vozlov): na površju pod podvršjem    | 17,7 7,6                      |
| Doseg (milja/vozel): na površju pod podvršjem | 8.500/10 80/4                 |
| Torpeda/Torpedne cevi                         | 14/5 (4 na premcu, 1 na krmi) |
| Krovni top (mm)                               | 88                            |
| Mine                                          | 26 TMA                        |
| Posadka                                       | 44-52                         |
| Maksimalni potop (m)                          | 220                           |